# Cavazzo Carnico
Cavazzo Carnico (Cjavaç in friulano) è un comune italiano di 951 abitanti dell'ex provincia di Udine in Friuli-Venezia Giulia.

## Geografia fisica

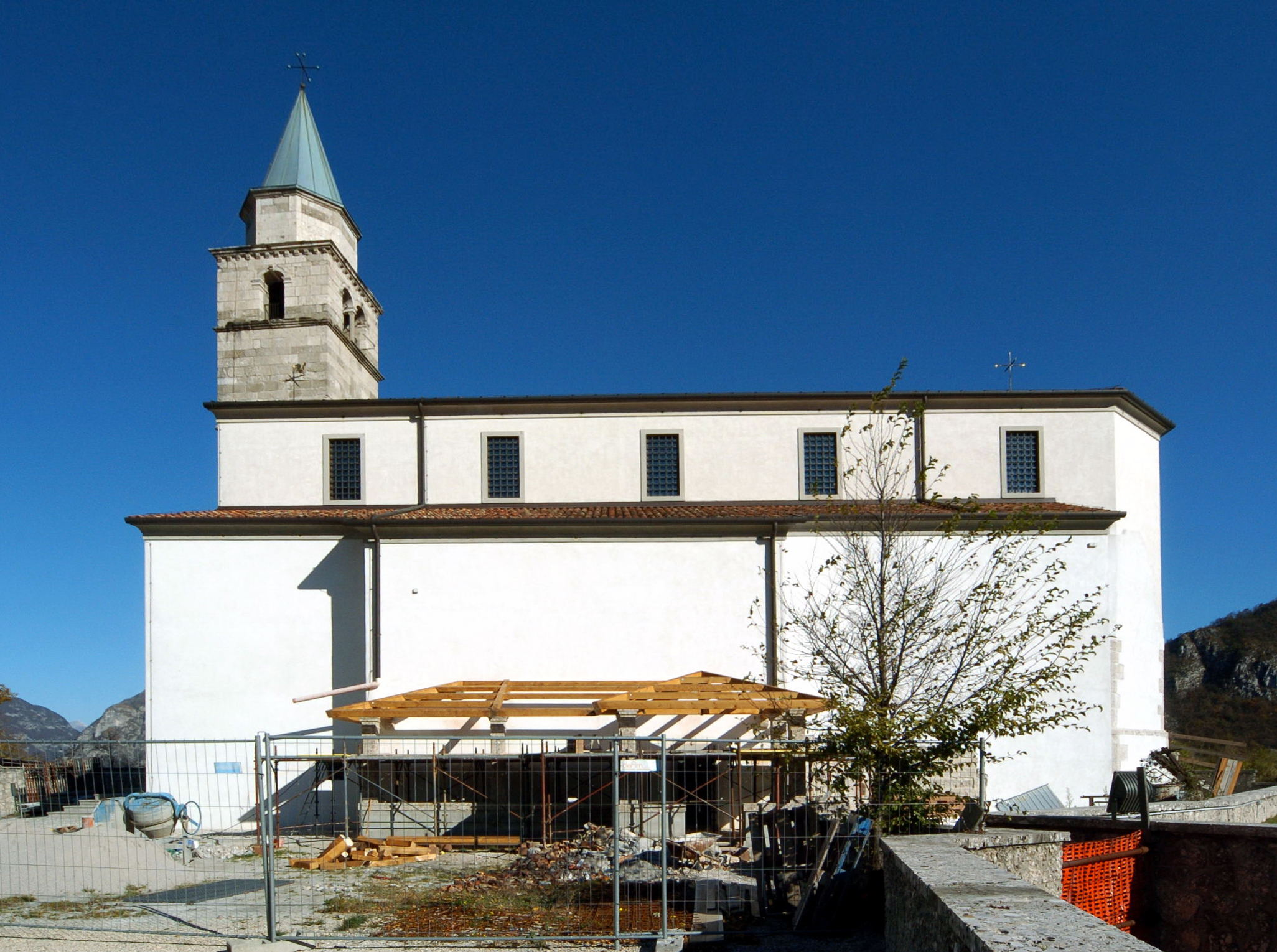
Pieve di Santo Stefano a Cesclans

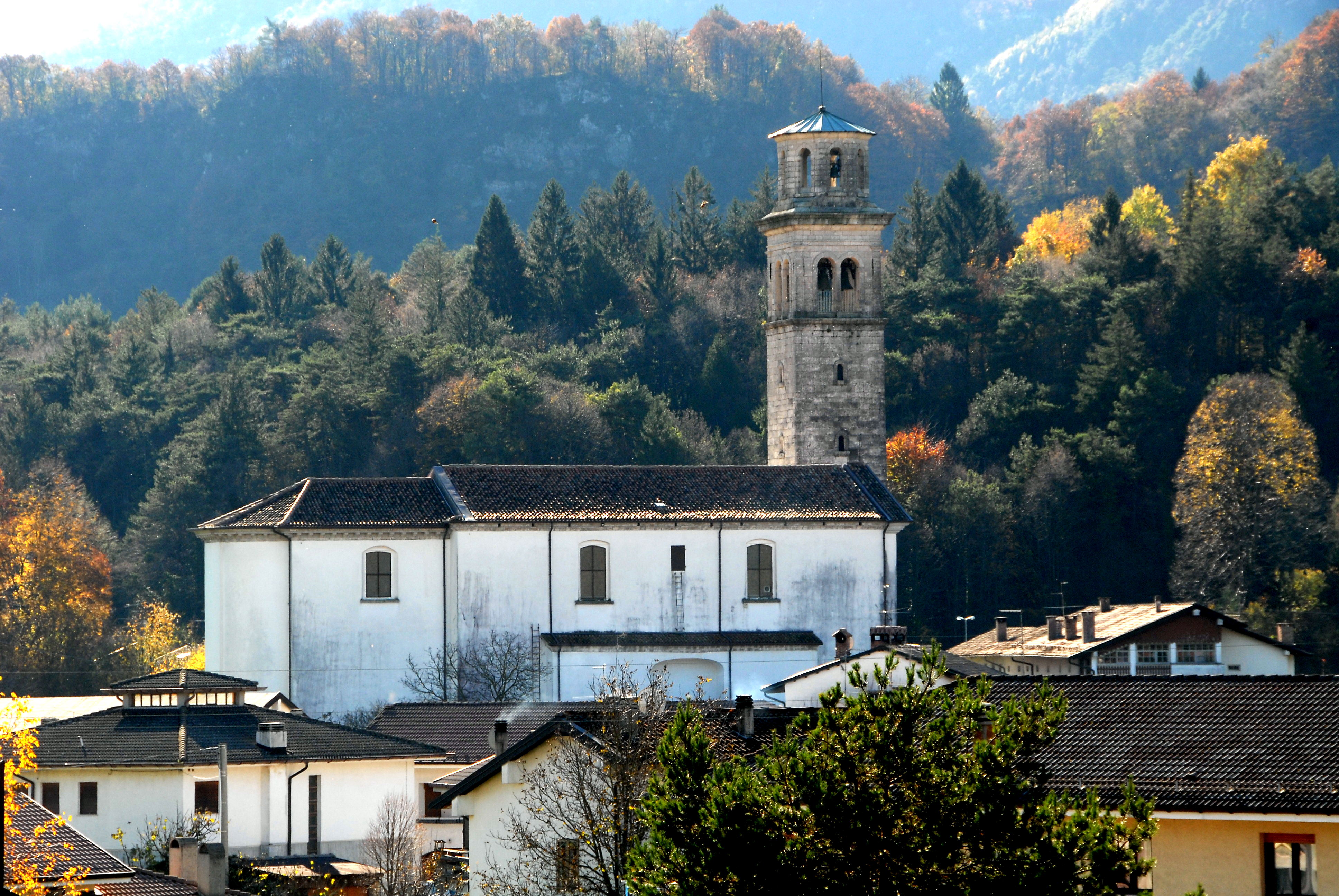
Chiesa di San Daniele a Cavazzo

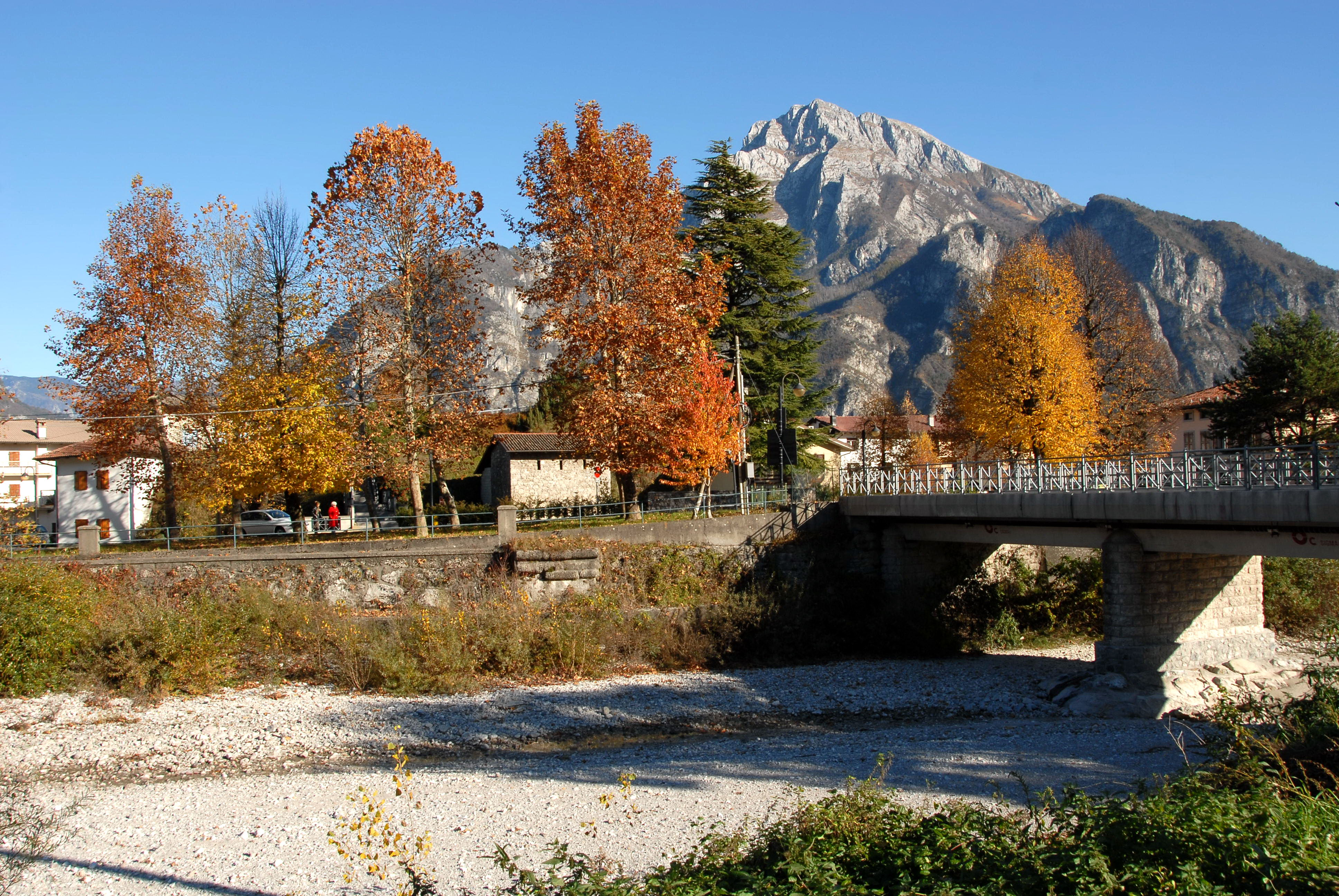
Il Monte Amariana visto da Cavazzo Carnico e il letto vuoto del Torrente Faéit

### Il comune
Cavazzo Carnico si trova nella regione alpina della Carnia, a 280 m s.l.m., nella piana del Tagliamento, alle falde del gruppo montuoso Piçat - Piombada. Il comune conta la frazioni di, Cesclans (Cesclans in friulano), Mena (Mena in friulano) e Somplago (Somplât in friulano). Le ultime due si affacciano direttamente sul Lago di Cavazzo, il lago naturale più grande dell'intera regione.

### Il lago di Cavazzo
Il lago, situato nel territorio dei comuni di Cavazzo Carnico, Bordano e Trasaghis, è di origine glaciale e si trova a 195 m s.l.m., ad una quota inferiore rispetto al fiume Tagliamento che scorre circa 3 km a est. Il lago ha una lunghezza di 2.250 metri, una larghezza variabile tra i 400 e 800 metri ed una profondità massima di circa 40 metri. La sua superficie è di 1,2 km², ridotta da 1,74 km² in seguito all'entrata in funzione della centrale idroelettrica di Somplago ed il suo perimetro, incluso il canale emissario, è di 7,6 km. Negli ultimi 50 anni, durante gli inverni rigidi, il lago non gela più in superficie a causa della continua movimentazione del livello lacustre, dovuta alla presenza di una delle centrali idroelettriche più importanti della regione

## Storia

### La Prima guerra mondiale
Il 10 febbraio 1916 arrivò la 4ª Squadriglia da ricognizione e combattimento che poi si spostò a Tolmezzo ed il 15 aprile diventò 29ª Squadriglia la quale il 26 aprile torna a Cavazzo restando fino al 21 settembre 1917.
Il 2 marzo 1917 arriva la 24ª Squadriglia fino al 7 giugno tornando dal 21 luglio fino al 10 novembre, dal 16 maggio 1917 una Sezione della 83ª Squadriglia fino al 6 novembre e dal 26 maggio 1917 una Sezione della 113ª Squadriglia che al 1º settembre è presente con 3 Sezioni fino al 28 ottobre.
Importante da ricordare è certamente la presenza, durante il conflitto, di un piccolo campo di aviazione militare. Qui, il 25 novembre 1916, atterrò a bordo del suo Nieuport 11 anche il celebre aviatore italiano Francesco Baracca.

### L'occupazione cosacca
Durante la Seconda guerra mondiale, Cavazzo, insieme a tutta la Carnia e l'Alto Friuli, fu occupato da oltre duemila cosacchi che erano giunti in Italia con l'inizio dell'operazione Ataman. Il comune venne ribattezzato Krasnodar dagli invasori, in onore di un'importante città in terra madre.

### I terremoti del 1928 e 1976
Il territorio di Cavazzo Carnico poggia su un complesso sistema di faglie che nel corso dei secoli ha prodotto numerosi terremoti degni di nota. Il 26 Maggio 1928 un primo violento sisma, di magnitudo stimata tra 5.8 e 6.1, colpì il paese distruggendolo in gran parte e provocando diverse vittime. La ricostruzione venne condotta in tempi rapidi usando i criteri antisismici al tempo in vigore, con maggiore uso di cemento per le strutture portanti e l'uso di catene e rinforzi metallici per ridurre gli effetti delle vibrazioni. Queste accortezze sarebbero state la salvezza di Cavazzo diversi decenni dopo, in occasione del catastrofico terremoto del 6 maggio 1976. A differenza di altri comuni, il paese non subì perdite umane pur riportando nuovi cospicui danni materiali.

## Monumenti e luoghi di interesse

### Architetture religiose
- Pieve di Santo Stefano: Domina il comune l'antica pieve di S. Stefano di Cesclans. Danneggiato dal sisma del 1976, l'edificio fu sottoposto a ricostruzione e in tale ambito anche a ricerche archeologiche, condotte dal dottor Piuzzi nel triennio 1993-96. Gli studi hanno evidenziato che “almeno sino al VII secolo, non si può parlare della Pieve di Cesclans”. L'edificazione della prima chiesa, definita “incastellata”, con torre campanaria massiccia, dovrebbe datarsi intorno al VIII-IX secolo. Ulteriori rimaneggiamenti furono eseguiti a cavallo tra il XV e il XVI secolo e, nel 1777, l'edificio assunse la configurazione che oggi conosciamo.
- Chiesa di San Daniele profeta: Tra gli altri edifici di culto, da segnalare la settecentesca chiesa di San Daniele, che conserva al suo interno pregevoli arredi veneziani tra cui le pale secentesche realizzate da Tintoretto e Bassano. Interessanti gli affreschi del soffitto della navata, restaurati nel 1981 dalla Soprintendenza e raffiguranti la Resurrezione di Cristo, la Madonna col bambino, i santi Antonio e Rocco e, infine, Abacuc che, condotto dall'angelo, porta il cibo a Daniele nella fossa del leoni.
- Chiesa di San Rocco: La piccola e suggestiva chiesa di San Rocco sorge su un pianoro erboso a nord-est del centro abitato di Cavazzo Carnico. L’edificio, a pianta rettangolare, è caratterizzato da un portico inglobato nella volumetria principale, aperto su tre lati mediante archi a tutto sesto. Sul lato opposto si sviluppa un’abside di forma ottagonale, mentre la sacrestia si estende verso nord. Sormontata da una copertura a capanna, la chiesa è impreziosita da un piccolo campanile a vela. Costruita nel XV secolo da maestranze carniche, venne ricostruita e consacrata nel 1602. Subì successivi interventi di restauro a seguito dei gravi danni provocati dai terremoti del 1928 e del 1976, che comportarono anche la perdita delle originarie vele absidali. L'edificio custodisce un altare maggiore ligneo risalente al XVIII secolo ed attribuito a Gerolamo Comuzzo.

### Architetture civili
- Monumento ai caduti:

- Fortezza del monte Festa: Le opere di fortificazione del monte Festa, poste su uno sperone a quota 1 050 metri situato tra il lago di Cavazzo e la conca di Carnia, furono iniziate nel 1910 allo scopo di assicurare la difesa dei confini orientali da una eventuale invasione nemica (caposaldo del sistema difensivo denominato “Alto Tagliamento”). Tra il 30 ottobre ed il 7 novembre 1917, durante la Grande Guerra, il fuoco dei cannoni del forte contrastò efficacemente l'avanzata delle truppe austriache e tedesche, proteggendo la ritirata delle divisioni italiane dopo Caporetto e procurando consistenti perdite ai nemici soprattutto in prossimità dei ponti Avons e Braulins ed alla confluenza dei fiumi Tagliamento e Fella.

## Società

### Evoluzione demografica
Di seguito una tabella che mostra l'evoluzione demografica del comune dal 1871 al 2021.Abitanti censiti

### Lingue e dialetti
A Cavazzo Carnico, accanto alla lingua italiana, la popolazione utilizza la lingua friulana. Ai sensi della Deliberazione n. 2680 del 3 agosto 2001 della Giunta della Regione Autonoma Friuli-Venezia Giulia, il Comune è inserito nell'ambito territoriale di tutela della lingua friulana ai fini della applicazione della legge 482/99, della legge regionale 15/96 e della legge regionale 29/2007. La lingua friulana che si parla a Cavazzo Carnico rientra fra le varianti appartenenti al friulano carnico.

## Amministrazione

### Sindaci ed amministratori
Di seguito riportati gli amministratori del comune.
| Periodo | Periodo   | Primo cittadino         | Carica  |
| ------- | --------- | ----------------------- | ------- |
|         | 1977      | Cornelia Puppini        | Sindaco |
| 1977    | 1995      | Franceschino Barazzutti | Sindaco |
| 1995    | 1999      | Siro Macutan            | Sindaco |
| 1999    | 2004      | Danilo Puppini          | Sindaco |
| 2004    | 2014      | Dario Iuri              | Sindaco |
| 2014    | 2024      | Gianni Borghi           | Sindaco |
| 2024    | In carica | Tiziana D'Agaro         | Sindaco |

### La Comunità Montana della Carnia e la Conca Tolmezzina
Cavazzo, oltre a rientrare, fino al 1 agosto 2016, nella Comunità Montana della Carnia, fa parte dell'associazione intercomunale Conca Tolmezzina costituita nel 2006 insieme ai limitrofi comuni di Amaro, Tolmezzo e Verzegnis.

## Simboli ed onorificenze

### Simboli
Lo stemma e il gonfalone del Comune di Cavazzo Carnico sono stati concessi con decreto del presidente della Repubblica del 2 maggio 1963.
Il gonfalone del comune è un drappo di rosso.